# Konstantin Kokora
Pour les articles homonymes, voir Kokora.
Konstantin Leonidovitch Kokora, né le 2 août 1957 à Moscou (RSFR, URSS) et mort le 18 juin 2025, est un patineur artistique et entraîneur russe représentant l'Union soviétique. Il est champion d'Union soviétique en 1979.

## Biographie

### Carrière sportive
Konstantin Kokora commence le patinage artistique en 1964 à l'école de sport Lokomotiv Moscou, puis au Burevestnik Moscou et au Dinamo Moscou. Il est champion d'Union soviétique en 1979.
Il représente son pays à trois championnats européens (1977 à Helsinki, 1979 à Zagreb et 1980 à Göteborg), quatre mondiaux (1976 à Göteborg, 1977 à Tokyo, 1978 à Ottawa et 1979 à Vienne) et aux Jeux olympiques d'hiver de 1980 à Lake Placid.
Il arrête les compétitions sportives après les championnats nationaux de 1982.

### Reconversion
Konstantin Kokora devient entraîneur de patinage artistique.

## Palmarès
| Compétitions                    | 1974    | 1975    | 1976    | 1977    | 1978    | 1979    | 1980    | 1981    | 1982    |  |  |  |  |  |
| Jeux olympiques d'hiver         |         |         |         |         |         |         | 10e     |         |         |  |  |  |  |  |
| Championnats du monde           |         |         | 11e     | 11e     | 13e     | 11e     |         |         |         |  |  |  |  |  |
| Championnats d'Europe           |         |         |         | 6e      |         | 6e      | 8e      |         |         |  |  |  |  |  |
| Championnats d'Union soviétique | 5e      | 4e      | 4e      | 5e      | 3e      | 1er     | 3e      | 4e      | 6e      |  |  |  |  |  |
|                                 |         |         |         |         |         |         |         |         |         |  |  |  |  |  |
| Autre compétition               | 1973/74 | 1974/75 | 1975/76 | 1976/77 | 1977/78 | 1978/79 | 1979/80 | 1980/81 | 1981/82 |  |  |  |  |  |
| Skate America                   |         |         |         |         |         |         |         |         | 5e      |  |  |  |  |  |
| Moscou Skate                    | 6e      |         | 3e      |         |         | 1er     |         | 2e      |         |  |  |  |  |  |
|                                 |         |         |         |         |         |         |         |         |         |  |  |  |  |  |